# Manolo Blahnik
Manolo Blahnik (* 27. listopadu 1942 Santa Cruz de la Palma, Kanárské ostrovy) je španělský módní návrhář. Příjmení, které je českého původu má po otci, matka byla Španělka.

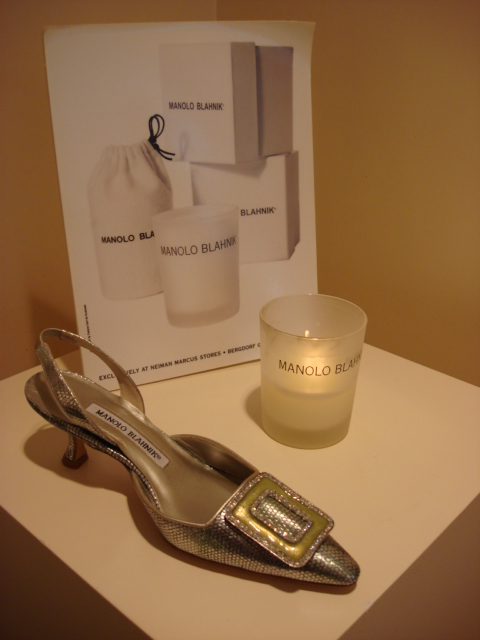
Manolo Blahnik.

## Životopis
Móda ho zajímala už v dětství, které prožil se sestrou ve svém rodišti. Na přání rodičů začal studovat politiku a diplomacii, po prvním semestru tento směr ukončil a věnoval se studiu literatury a umění. Jeho přáním v tu dobu bylo stát se divadelním výtvarníkem.

## Práce
V roce 1971 se v New Yorku setkal s Dianou Vreeland (pozdější šéfredaktorkou časopisu Vogue). Ve své tvorbě se od té doby věnoval výhradně navrhování pánské obuvi. Ta ale nenaplňovala jeho představu a do jisté míry limitovala jeho schopnosti. Soustředil se proto na tvorbu dámské obuvi a otevřel si butik v Londýně. Jeho výrazný a charakteristický a originální styl s typickým elegantním jehlovým podpatkem se brzy stal typickým pro jeho tvorbu a základem úspěchu. Začal obouvat přední celebrity Anglie jako jsou třeba Lady Diana, Madonna nebo Kylie Minogue.
Na americký trh pronikl v roce 1978, kdy realizoval kolekci pro slavný obchod Bloomingdale's. Největší podíl na Blahnikově slávě má seriál Sex ve městě a jeho hlavní představitelka Sarah Jessica Parker. Svou inspiraci nachází ve všedním životě a jeho běžných výjevech a nadále spolupracuje s předními celebritami jako např. Naomi Campbell, Victoria Beckham nebo Kate Moss.